# Adelheid van Tours
Adelheid van Tours (ook Adelais, Aelis; gestorven na 866) was een dochter van de graaf Hugo van Tours (gestorven 837) uit het huis van de Etichonen en Ava van Morvois (gestorven 839). Door haar twee huwelijken neemt zij een centrale plaats in de  genealogieën van zowel de Welfen, de Konradijnen alsook de Robertijnen of meer bepaaldelijk de Capetingen.
Haar zuster Ermengarde trad in oktober 821 in het huwelijk met keizer Lotharius I, waardoor haar familie in het centrum van de macht van de Karolingische wereld kwam te staan.
Zelf sloot zij haar eerste huwelijk met de Welf Koenraad I van Auxerre, wiens zusters  keizerin Judith (de tweede vrouw van Lodewijk de Vrome) en koningin Imma (de echtgenote van Lodewijk de Duitser)  waren. Wanneer haar huwelijk met Koenraad I plaatsvond is niet precies bekend.
Koenraad en Adelheid kregen ten minste drie zonen:
- Koenraad II van Auxerre, graaf van Auxerre, in 866 markgraaf van Transjuranië – stamvader van de koningen van Bourgondië.
- Hugo Abbas, gestorven 886, in 865 graaf van Auxerre, in 866 markgraaf van Neustrië, graaf van Tours en Angers
- Rudolf, gestorven voor 864, abt van Saint Riquier, in 849 abt von Jumièges

en ten slotte vermoedelijk ook
- Welf II (die mogelijk ook een zoon van Koenraads broeder Rudolf kan zijn geweest), In de periode tussen 842 en 850 was hij graaf in de Linzgau, tussen 852 en 858 graaf in de Alpgau, de waarschijnlijke stamvader van de Zwabische Welfen.

Daarnaast kregen zij nog een dochter waarvan de naam niet met zekerheid bekend is. Zij huwde de later verbannen, Oost-Frankische graaf  Udo van de Lahngouw. Zij was de grootmoeder van de toekomstige koning Koenraad I van Franken.
Na Koenraads dood (na 862) zou Adelheid in 864 voor de tweede keer zijn getrouwd. Haar nieuwe echtgenoot zou Robert IV de Sterke, graaf van de Wormsgau, graaf van Tours en graaf van Parijs zijn geweest. Dit huwelijk eindigde na ruim twee jaar door de dood van Robert in de slag bij Brissarthe. Uit dit huwelijk zouden twee zonen zijn voortgekomen:
- Odo, gestorven 898, in 888 koning van Frankrijk geworden[3]
- Robert I, gestorven 923, in 922 koning van Frankrijk

Na de dood van haar tweede echtgenoot en de geboorte van haar tweede zoon Robert in het hetzelfde jaar komt Adelheid niet meer in de bronnen voor.

## Voetnoten
1. ↑  Jackman
2. ↑  Er is een probleem met dit huwelijk. Er zit een periode van ongeveer 35 jaar tussen de geboorte van haar eerste kind en haar laatste kind. Dit is te lang om geloofwaardig te zijn.
3. ↑  Odo kan ook een zoon van Robert uit zijn eerste huwelijk zijn, zie Jackman: Comparative Accuracy. 2008, pp. 46–47